# South Lockport
South Lockport és una concentració de població designada pel cens dels Estats Units a l'estat de Nova York. Segons el cens del 2000 tenia 8.552 habitants.

## Demografia
Segons el cens del 2000, South Lockport tenia 8.552 habitants, 3.544 habitatges, i 2.317 famílies. La densitat de població era de 574,3 habitants per km².
Dels 3.544 habitatges en un 33,1% hi vivien nens de menys de 18 anys, en un 46,7% hi vivien parelles casades, en un 15,1% dones solteres, i en un 34,6% no eren unitats familiars. En el 29,4% dels habitatges hi vivien persones soles el 9,6% de les quals corresponia a persones de 65 anys o més que vivien soles. El nombre mitjà de persones vivint en cada habitatge era de 2,41 i el nombre mitjà de persones que vivien en cada família era de 2,98.
Per edats la població es repartia de la següent manera: un 26,3% tenia menys de 18 anys, un 9,1% entre 18 i 24, un 30,4% entre 25 i 44, un 23% de 45 a 60 i un 11,2% 65 anys o més.
L'edat mediana era de 35 anys. Per cada 100 dones de 18 o més anys hi havia 86,5 homes.
La renda mediana per habitatge era de 36.410 $ i la renda mediana per família de 45.370 $. Els homes tenien una renda mediana de 34.840 $ mentre que les dones 24.162 $. La renda per capita de la població era de 18.945 $. Entorn de l'11% de les famílies i el 12,5% de la població estaven per davall del llindar de pobresa.